# ولزلی، ساسکاچوان
ولزلی، ساسکاچوان (به انگلیسی: Wolseley, Saskatchewan) یک منطقهٔ مسکونی در کانادا است که در ساسکاچوان واقع شده‌است. ولزلی ۵٫۹۳ کیلومتر مربع مساحت و ۸۶۴ نفر جمعیت دارد.